# Equinor
Equinor（前稱：挪威國家石油公司、挪威國家石油、挪威國家石油海德羅），是一家擁有石油和天然氣業務開展的跨國公司和上市公司，更被福布斯雜誌評為世界第11大油氣公司和第26大公司。

## 歷史
1972年，成立了挪威國家石油公司，由挪威議會Stortinget一致通過的挪威政府擁有的有限公司。政治動機是挪威參與大陸架石油工業，並在石油工業內建立起挪威能力，以建立國內石油工業的基礎。挪威國家石油公司被要求與工業部長，後來的石油和能源部長討論重要問題。國家石油公司還被要求向議會提交年度報告。
1973年，該公司開始在石化行業獲得業務。這導致了Rafnes加工廠的發展，並於1980年與Mongorsad工廠的Norsk Hydro合作。1981年，該公司作為第一家挪威公司獲得了Gullfaks油田挪威大陸架上的經營權。1987至1988年發生了公司歷史上最大的醜聞，Mongstad醜聞讓當時無懈可擊的首席執行官Arve Johnsen退出。
1989年，挪威國家石油公司接替道達爾能源，與中國海洋石油合營潿洲10-3油田，是該公司首次進軍中國油田項目。然而，由於該油田產油量仍未如理想，此公司於三年後退出。及後，該公司再於1996年收購陸豐22-1油田開發權，並一直經營至2009年停產為止。此後，挪威國家石油公司不再參與中國海上油田開發。
1980年，挪威國家石油公司決定成為一家完全一體化的石油公司，並開始建立Statoil加油站品牌。挪威加油站起源於諾羅爾加油站，1985年從埃索收購位於丹麥和瑞典的加油站，1992年從英國石油收購位於愛爾蘭的加油站，1995年從康菲公司收購Jet，然後由挪威國家石油公司出售給Topaz Oil，1990年還在東歐部分地區建立了加油站網絡。
1991年，挪威國家石油公司和當地環保主義者之間引發了一場爭論，主要來自Natur og Ungdom和挪威地球之友，他們在挪威特隆赫姆的Rotvoll地區建立了一個新的研發中心，這是一個靠近城市的濕地。重要的鳥類生活。這場爭論高潮發生在環保主義者的公民抗議之下，但該中心仍在建設之中。
2001年，挪威國家石油公司（Den Norske Stats Oljeselskap A/S）改稱挪威國家石油（Statoil）。
挪威國家石油和霍頓案是指該公司在2002至2003年在伊朗使用賄賂，企圖在該國取得有利可圖的石油合同。這主要是通過僱用由伊朗前總統拉夫桑賈尼的兒子邁赫迪·哈什米拉夫桑賈尼擁有的伊朗諮詢公司霍頓投資公司的服務實現的。Horton Investments被挪威國家石油支付了1520萬美元，用於影響伊朗重要政治人物向挪威國家石油公司提供石油合同。挪威報紙DagensNæringsliv於2003年9月3日發現了腐敗醜聞。2006年，該公司因違反美國「反海外腐敗法」受理了1050萬美元的罰款。
2006年，挪威國家石油（Statoil）和挪威海德羅（Norsk Hydro）合併，改稱挪威國家石油海德羅（StatoilHydro）。
2007年9月，挪威國家石油和巴西石油公司Petrobras簽署了一項旨在擴大勘探，海底和生物燃料合作的協議。根據協議，挪威國家石油成為六個離岸許可證的合作夥伴，並擴大生物燃料生產。巴西國家石油公司和挪威國家石油宣布計劃在巴西和世界其他地區建立幾十家煉油廠，將植物油添加到原油中以製造無硫燃料。2008年3月4日，挪威國家石油以18億美元的價格收購了阿納達科石油公司50%的Peregrino油田股份。
2007年，挪威國家石油以22億美元收購北美油砂公司後，在加拿大的阿薩巴斯卡油砂礦場買下了大面積油田。2012年，挪威國家石油擁有4個油砂許可證作為Kai Kos Deh Seh項目的一部分：Leismer，Corner，Hangingstone和Thornberry。
2009年，挪威國家石油海德羅（StatoilHydro）改稱挪威國家石油（Statoil）。
2018年，挪威國家石油（Statoil）改稱Equinor。

## 部門
Statoil Fuel & Retail負責經營能源零售，由下游業務分離為一家獨立上市公司組成，在斯堪的納維亞半島，波蘭，波羅的海國家和俄羅斯擁有2300個燃料零售站，以及重要的潤滑油和航空燃料業務。它於2010年10月22日在奧斯陸證券交易所上市，成為獨立公司，共有大約2000個加油站。作為斯堪的納維亞公路運輸燃料的領先零售商，其擁有超過100年的運作經驗。截至2014年10月12日，在斯堪的納維亞半島、波蘭、波羅的海地區（愛沙尼亞，拉脫維亞和立陶宛）和俄羅斯擁有2239家店鋪，其中大部分提供公路運輸燃料和便利產品，是無人值守的自動化服務站，只提供道路運輸燃料。其他產品包括固定能源，船用燃料，航空燃料，潤滑劑和化學品。在歐洲8個國家擁有並經營著12個關鍵碼頭和38個倉庫，並且運營著大約400輛油罐車。截至2014年，還在10個國家的85個機場提供航空燃料。包括品牌特許經營站的員工，約有17500人在油品零售店的歐洲零售點、公司總部、八個地區總部、碼頭和倉庫工作。
2012年4月18日，Statoil Fuel & Retail以28億美元被Alimentation Couche-Tard收購，並成為其全資間接子公司，該交易包括在2019年9月30日前使用Statoil品牌的權利。
2014年，Statoil Fuel & Retail的噴氣燃料業務以未公開價格出售給British Petroleum。
2015年9月22日，Statoil品牌將被淘汰，並由Circle K品牌取代，該變化涉及所有Couche Tard擁有零售商的全球品牌重塑計劃之一部分。
2016年，Alimentation Couche-Tard將Circle K和Statoil Fuel & Retail合併成Circle K。
| 加油站總數統計（Statoil Fuel & Retail） | 加油站總數統計（Statoil Fuel & Retail）                  | 加油站總數統計（Statoil Fuel & Retail）                  | 加油站總數統計（Statoil Fuel & Retail）                  | 加油站總數統計（Statoil Fuel & Retail）                  | 加油站總數統計（Statoil Fuel & Retail）                  | 加油站總數統計（Statoil Fuel & Retail）                  | 加油站總數統計（Statoil Fuel & Retail）                  | 加油站總數統計（Statoil Fuel & Retail） |
| 國家                                    | 品牌（委託Fuchs Petrolub和Alimentation Couche-Tard管理） | 品牌（委託Fuchs Petrolub和Alimentation Couche-Tard管理） | 品牌（委託Fuchs Petrolub和Alimentation Couche-Tard管理） | 品牌（委託Fuchs Petrolub和Alimentation Couche-Tard管理） | 品牌（委託Fuchs Petrolub和Alimentation Couche-Tard管理） | 品牌（委託Fuchs Petrolub和Alimentation Couche-Tard管理） | 品牌（委託Fuchs Petrolub和Alimentation Couche-Tard管理） |                                         |
| 國家                                    | Statoil                                                  | 1-2-3                                                    | Ingo                                                     | Hydro                                                    | Circle K                                                 | Topaz                                                    | Jet                                                      |                                         |
| --------------------------------------- | -------------------------------------------------------- | -------------------------------------------------------- | -------------------------------------------------------- | -------------------------------------------------------- | -------------------------------------------------------- | -------------------------------------------------------- | -------------------------------------------------------- | --------------------------------------- |
| 丹麦                                    | 214個                                                    | 71個                                                     | 24個                                                     | 不適用                                                   | 不適用                                                   | 不適用                                                   | 不適用                                                   |                                         |
| 爱沙尼亚                                | 46個                                                     | 6個                                                      | 不適用                                                   | 不適用                                                   | 不適用                                                   | 不適用                                                   | 不適用                                                   |                                         |
| 拉脫維亞                                | 74個                                                     | 5個                                                      | 不適用                                                   | 不適用                                                   | 不適用                                                   | 不適用                                                   | 不適用                                                   |                                         |
| 立陶宛                                  | 63個                                                     | 13個                                                     | 不適用                                                   | 不適用                                                   | 不適用                                                   | 不適用                                                   | 不適用                                                   |                                         |
| 挪威                                    | 428個                                                    | 145個                                                    | 不適用                                                   | 不適用                                                   | 不適用                                                   | 不適用                                                   | 不適用                                                   |                                         |
| 波蘭                                    | 249個                                                    | 48個                                                     | 不適用                                                   | 不適用                                                   | 不適用                                                   | 不適用                                                   | 不適用                                                   |                                         |
| 俄羅斯                                  | 38個                                                     | 不適用                                                   | 不適用                                                   | 不適用                                                   | 不適用                                                   | 不適用                                                   | 不適用                                                   |                                         |
| 瑞典                                    | 682個                                                    | 不適用                                                   | 123個                                                    | 不適用                                                   | 不適用                                                   | 不適用                                                   | 不適用                                                   |                                         |

## 外部連結
- （英文）Equiinor（页面存档备份，存于）